# Meiofauna
Il termine meiofauna, coniato dalla biologa marina Molly Mare nel 1942 , indica l'insieme di metazoi che abita i sedimenti marini e d'acqua dolce.
Gli organismi che la compongono hanno dimensioni comprese fra 30 µm (fino a 20 µm negli ambienti più profondi) e 1 mm e biomassa compresa fra 0.01 e 0.5 µg.
Comprende 22 dei 35 phyla animali di cui 5 sono esclusivi della meiofauna stessa: Gastrotrichi, Gnatostomulidi, Chinorinchi, Loriciferi e Tardigradi. Altri taxa rappresentativi sono Cnidari, Platelminti, Nemertini, Nematodi, Molluschi, Rotiferi, Priapulidi, Sipunculidi, Anellidi, Copepodi, Echinodermi, Alacaridi, Ostracodi, Cordati, Mystacocaridi, Briozoi, Brachiopodi.
Possiamo distinguere una meiofauna permanente costituita dagli organismi che fanno parte della meiofauna per tutta la durata del loro ciclo vitale e una meiofauna temporanea costituita dagli stadi giovanili di organismi che, giunti allo stadio adulto, andranno a far parte della macrofauna. 
Questi organismi hanno sviluppato, per convergenza evolutiva, speciali adattamenti comuni tra cui il più evidente risulta essere l'aspetto vermiforme che consente loro di muoversi agilmente tra gli interstizi dei granuli di sedimento (ragione per cui come sinonimo del termine meiofauna si utilizza la locuzione "fauna interstiziale"), pori ghiandolari sulla superficie del corpo per aderire ai sedimenti e setole per l'orientamento dato che la mancanza di luce ha reso inutile la presenza di strutture foto-sensibili.
A seconda delle strategie alimentari sono distinguibili diversi apparati boccali che identificano organismi deposivori selettivi (che si nutrono di batteri), deposivori non selettivi (che si nutrono di detrito organico), erbivori (che di cibano di microfitobenthos) e predatori onnivori (che si nutrono di altra meiofauna es. i Nematodi).
Oltre ai rappresentanti del regno animale si trovano anche piccoli organismi appartenenti al regno vegetale, come alghe unicelulari e diatomee, e per indicare la loro presenza si usa il termine meiobenthos, ma data la prevalenza delle forme animali i due termini vengono usati come sinonimi.

## Prelievo fauna interstiziale
Per prelevare la fauna interstiziale la sabbia deve essere lavata in acqua corrente e sottoposta a centrifugazione manuale; il sovranatante deve essere filtrato attraverso un setaccio a maglie sottili e successivamente fissato in BAF che è composto da formalina al 5% (in acqua di mare) neutralizzata con borace al 6%.

## Allestimento vetrino
Per l'allestimento di vetrini gli animali vengono pescati con un pelo inserito su di un ago manicato e trasferiti su di un vetrino porta oggetti per il lavaggio in una goccia di acqua distillata e successiva immersione in un mezzo diafanizzante. A tal riguardo possono essere usate due sostanze:
- il liquido di Hoyer composto da:
  - 50 cc di acqua distillata
  - 30 cc di gomma arabica liquida in soluzione
  - 120 cc clorario idrato
  - 20 cc di glicerina;

- la soluzione di glicerina (funzione disidratante):
  - 80 cc di acqua distillata
  - 20 cc di etanolo al 95%
  - 1 cc di glicerina.